# コニカミノルタプラネタリウム
コニカミノルタプラネタリウム株式会社（英: Konica Minolta Planetarium Co., Ltd.）は、プラネタリウム関連機器、映像ソフトの製作会社。日本のプラネタリウムメーカーである。コニカミノルタ株式会社の完全子会社となっている。

## 主な事業内容
- プラネタリウム機器の開発・製造・販売
- 大型光学機器（全天周映像装置）の開発・製造・販売
- プラネタリウム解説員の研修会
- プラネタリウム館の運営
- プラネタリウム機器のレンタル・リース事業
- プラネタリウムソフトの開発・販売・リース事業
- その他、約款に定める役務

## 沿革
ミノルタ株式会社のプラネタリウム事業の沿革も併せて記述する。
- 1958年（昭和33年） - 千代田光学精工（ミノルタの前身）のプラネタリウム第1号機完成。
- 1963年（昭和38年） - 堺市のミノルタカメラ株式会社技術センター内にプラネタリウム部門が独立。
- 1985年（昭和60年） - レンズ式プラネタリウムとしては世界初の1球式プラネタリウム「INFINIUM」を開発、科学万博つくば'85で公開。
- 1988年（昭和63年） - ミノルタプラネタリウム株式会社発足。
- 1994年（平成6年） - 事業再編に伴い、ミノルタ株式会社のプラネタリウム事業部より開発・生産・販売の機能を統合。
- 2001年（平成13年） - 世界初のフルカラーデジタル投影機「MEDIAGLOBE」を開発。
- 2003年（平成15年） - 社名を変更し、コニカミノルタプラネタリウム株式会社となる。また本社機能は大阪市西区より東京都豊島区に移転する。
- 2004年（平成16年） - 池袋のサンシャインシティにあったサンシャインプラネタリウムの事業を継承、直営の「サンシャインスターライトドーム“満天”」として営業を開始する。
- 2012年（平成24年） - 東京スカイツリータウンに「コニカミノルタプラネタリウム“天空” in 東京スカイツリータウン」がグランドオープン。
- 2017年（平成29年） - 福岡市科学館に九州最大規模のドームシアター「Gemini Star Σ Fukuoka」がグランドオープン[2]。
- 2018年（平成30年） - 有楽町マリオンのTOHOシネマズ日劇スクリーン2・3跡地にプラネタリウムを中心とした複合型映像体験施設「コニカミノルタプラネタリアTOKYO」がグランドオープン[3][4]。
- 2021年（令和3年） - 名古屋市のイオンモール Nagoya Noritake Gardenに国内初のLEDドーム方式を採用したプラネタリウム「コニカミノルタプラネタリウム満天NAGOYA」がグランドオープン[5]。
- 2022年（令和4年） - 横浜市・みなとみらい地区の横濱ゲートタワーに「コニカミノルタプラネタリアYOKOHAMA」がグランドオープン[6]。

## 製品・サービス

### プラネタリウム投映機
INFINIUM Σ（インフィニウムシグマ）
ドーム径 15m - 27.5m。一般恒星数 16,000個（7.0等星）から27,000個（7.5等星）。天の川 約380,000個｡一球式。
INFINIUM L（インフィニウムL）
ドーム径 18m - 27m。恒星数 15,000個（7.0等星）から29,000個（7.6等星）。一球式。
INFINIUM S（インフィニウムS）
ドーム径12m - 20m。恒星数 12,800個（6.8等星）から15,000個（7.0等星）。一球式。
COSMOLEAP 10（コスモリープ10）
ドーム径10m。恒星数 6700個、6.25等級まで。二球式。
COSMOLEAP 8（コスモリープ8）
ドーム径8m。恒星数 3900個、5.75等級まで。二球式。
Cosmo Leap Σ(コスモリープシグマ)
8～20mの水平ドーム/傾斜ドームに対応｡恒星数 約9,000個､6.5等星までを再現可(ドーム径による)｡
GEMINISTAR III（ジェミニスター3）
光学式投影機InfiniumまたはCosmo Leapと後述するデジタル投影機の連動操作を可能とする統合制御システム｡
ドーム径 12 - 20m(Type S)、18 - 27m(Type L)。恒星数 12,800-15,000個(Type S)、15,000-29,000個(Type L)。
GEMINISTAR II（ジェミニスター2）
光学式投影機InfiniumまたはCosmo Leapと後述するデジタル投影機の連動操作を可能とする統合制御システム｡ ドーム径 14m - 20m。インフィニウムとデジタルドーム投映機の一体型。恒星投映能力はINFINIUM Sと同等。

MS-7
ドーム径6m - 8m。恒星数 3500個、5.65等星まで。学校教育用コンパクトタイプ。

### デジタルドーム映像
SKYMAX（スカイマックス）
複数台のビデオプロジェクタを連動させ、プラネタリウムドームに全天周映像を投映するシステム。
SKYMAX DS（スカイマックスDS）
SKYMAXに恒星投映機能（3Dデジタルプラネタリウム）を追加したシステム。
LASERSCAN（レーザースキャン）
プラネタリウム用レーザー投映装置。フルカラーでの映像プログラムを投映できる。
MEDIAGLOBE（メディアグローブ）
映像投影部に魚眼レンズを使用したビデオプロジェクタを用い、ドームスクリーンに恒星投影や全天周映像の投影を行うシステム。コンパクトで、学校やアミューズメント施設向け。
MEDIAGLOBE-Lite（メディアグローブ ライト）
MEDIAGLOBEの制御部と投影部を分離したもの。性能はMEDIAGLOBEに準ずる。投影部本体の大きさはMEDIAGLOBEよりさらにコンパクト。
SUPER MEDIAGLOBE（スーパーメディアグローブ）
MEDIAGLOBEの中型ドーム用スケールアップ版。3Dデジタルプラネタリウム対応。
MEDIAGLOBE-II（メディアグローブ2）
MEDIAGLOBEの後継機種。MEDIAGLOBE-Lite同様、投影部と制御部が分離している。
SUPER MEDIAGLOBE-II（スーパーメディアグローブ2）
SUPER MEDIAGLOBEの後継機種。ネイティブコントラスト比（絞りを使用しない状態でのコントラスト比）を高め、従来機種よりも暗色の再現性を向上させた。

### LEDドームシステム
DYNAVISION-LED（ダイナビジョン エルイーディー）
ドームに自発光LED素子を配列し、これまでにない没入感と臨場感を実現した映像システム。

### 全天周映写機
Iwerksphere 870（アイワークスフィア870）
全天周フィルム映写機。

### ドームスクリーン
ASTRO-TEC（アストロテック）
米国Astro-tec Manufacturing, Inc.社のアルミパネル製プラネタリウムドームの販売および設置工事。

### その他・受注業務
- 他メーカ製の機器の輸入・販売
  - 代理店業務（Sky-Skan社代理店/ツァイス社プラネタリウム代理店）
- プラネタリウム機器と全天周映像装置とのシステム・インテグレーション
- プラネタリウム機器の改修工事
- プラネタリウム運営
- 運営サポート
  - 小型プラネタリウムを使ってのイベントのサポート。機器のレンタルなど。

## 主な事業所
- 本社（東京都豊島区）
- 東海事業所（愛知県豊川市、コニカミノルタ豊川サイト）
- 大阪事業所（大阪府大阪市西区、西本町インテス）

## 運営施設
2022年3月24日時点で、コニカミノルタプラネタリウム株式会社が直営館として以下のプラネタリウム5施設を運営しているほか、受託館として福岡市科学館のドームシアター（プラネタリウム）の運営も行っている。

### コニカミノルタプラネタリウム満天 in Sunshine City
コニカミノルタプラネタリウム満天 in Sunshine City（コニカミノルタプラネタリウムまんてんインサンシャインシティ）は、池袋サンシャインシティワールドインポートマート屋上において運営されているプラネタリウム。サンシャインプラネタリウムの事業を継承して2004年3月20日に「サンシャインスターライトドーム“満天”」として開業し、2007年10月13日に「コニカミノルタプラネタリウム“満天” in Sunshine City」としてリニューアルオープン。その後も2011年7月7日にリニューアルオープンし、さらにサンシャインシティの改装のため2015年12月1日にも再度リニューアルオープンしている。
以前の投映機はINFINIUM-S（一球式）、SKYMAXを使用していた。
Infinium Σ投影機はLED照明が恒星原板ごとに装備され、原板で7等星の恒星まで投影可能。その他に23個の1等星と3個の変光星は個別の恒星投影機で色や瞬きを再現、また惑星投影機で5個の惑星、月、太陽を投影することができる。館では一般的な楽しみ方以外に、持参の双眼鏡による鑑賞も勧めている。
主な番組
通常の宇宙に関する番組の他に、有名アーティストによるナレーションや音楽付きの番組や、投影中にアロマオイルの香りを場内に漂わせた「ヒーリングプラネタリウム」が投影される。詳細は公式サイトを参照。

### コニカミノルタプラネタリウム天空 in 東京スカイツリータウン
コニカミノルタプラネタリウム天空 in 東京スカイツリータウン（コニカミノルタプラネタリウムてんくうインとうきょうスカイツリータウン）は、東京スカイツリータウンの7階において運営されているプラネタリウム。2012年5月22日開業。
投映機は光学式プラネタリウム「INFINIUM S」とデジタルプラネタリウム「SUPER MEDIAGLOBE-II 4K」の2種で構成される統合型プラネタリウムシステム「GEMINISTAR III TENKU」を使用、見やすくするために座席を階段状に配置しリクライニングシートを使用している。
オフィシャルパートナーとしてJ-WAVEが参画しており、今後共同でイベントなどを行う予定となっている。公認サポーターとして過去に「満天」でナレーションを行った事のある天野ひろゆき（キャイ〜ン）と水樹奈々、オープニング作品のナレーションを担当した竹中直人と楽曲提供を行った平原綾香が選ばれている。
主な番組
『満天 (池袋)』と同様、有名アーティストによるナレーションや音楽付きの番組や「ヒーリングプラネタリウム」が投影される。

### コニカミノルタプラネタリアTOKYO
コニカミノルタプラネタリアTOKYO（コニカミノルタプラネタリアとうきょう）は、有楽町マリオンの9階において運営されているプラネタリウム。2018年12月19日開業。
投映機は2018年度グッドデザイン金賞を受賞した「Cosmo Leap Σ」を使用、さらにドームの裏側に何台ものスピーカーを配置し、前後左右に加え上下や回転といった、きめ細かな音像移動を表現できる立体音響システム「SOUND DOME」が使用されている。
戦前の1937年から終戦の1945年まで東京初のプラネタリウム東日天文館がコニカプラネタリアTOKYOと同じく有楽町にあり、1945年の空襲による被害で閉鎖された。東日天文館の閉鎖から73年の月日を経て有楽町にプラネタリウムが復活した。
主な番組
『満天 (池袋)』『天空』と同様、有名アーティストによるナレーションや音楽付きの番組や「ヒーリングプラネタリウム」が投影される。

### コニカミノルタプラネタリウム満天NAGOYA
コニカミノルタプラネタリウム満天NAGOYA（コニカミノルタプラネタリウムまんてんなごや）は、名古屋市のイオンモール Nagoya Noritake Gardenの3階において運営されているプラネタリウム。2021年10月27日開業。
日本国内初のLEDドームシステム（DYNAVISION-LED）を採用したプラネタリウムとなる。

### コニカミノルタプラネタリアYOKOHAMA
コニカミノルタプラネタリアYOKOHAMA（コニカミノルタプラネタリアよこはま）は、横浜市の横濱ゲートタワーの低層棟2階（低層部に併設）において運営されているプラネタリウム。2022年3月24日開業。
名古屋の施設に続き、日本国内2館目のLEDドームシステム（DYNAVISION-LED）を採用したプラネタリウムとなる。